# Dubu
Le dubu (ou tebi) est une langue papoue parlée en Indonésie dans la province de Papouasie.

## Classification
Le dubu est un des membres de la famille des langues pauwasi, une des familles de langues papoues.

## Sources
- (en) Harald Hammarström, Robert Forkel, Martin Haspelmath, Sebastian Bank, Glottolog, Dubu.